# 科普利克
科普利克，是阿爾巴尼亞西北部士科德州大马勒西市镇的行政分区及该市镇的行政中心。原为单独的市镇，在2015年地方政府改革后成为大马勒西市镇的一部分。该镇距位于斯库台市北面，2011年人口普查时人口数量为3,734人。它也是前大马勒西区的区府。截至2016年6月时，阿尔巴尼亚政府将科普利克设为国际“自由贸易区”。